# Ро (Романя)
 Тази статия е за италианския град в провинция Ферара.  За други значения вижте Ро (пояснение).  
Ро̀ (на италиански: Ro) е малко градче в северна Италия, провинция Ферара, община Рива дел По, регион Емилия-Романя. Разположено е на 5 m надморска височина. Населението е 3211 души (1 януари 2018).